# Gira Hasta que se apague el sol
Gira Hasta que se apague el Sol fue el nombre de la nueva gira de conciertos de la cantante española Isabel Pantoja, enmarcado dentro de la promoción su nuevo disco Hasta que se apague el Sol. Esta gira supone su gran vuelta a los escenarios tras su paso por prisión.

## Fechas
| Fecha                   | Ciudad            | País   | Recinto                             |
| ----------------------- | ----------------- | ------ | ----------------------------------- |
| 10 de noviembre de 2016 | Aranjuez          | España | Teatro Real Carlos III              |
| 11 de febrero de 2017   | Madrid            | España | WiZink Center                       |
| 18 de febrero de 2017   | Barcelona         | España | Palau Sant Jordi                    |
| 22 de febrero de 2017   | Viña del Mar      | Chile  | Anfiteatro de la Quinta Vergara     |
| 1 de marzo de 2017      | Lima              | Perú   | Recinto Hípico Jockey Club del Perú |
| 5 de marzo de 2017      | Santiago de Chile | Chile  | Movistar Arena                      |
| 24 de junio de 2017     | Sevilla           | España | Estadio Olímpico de La Cartuja      |
| 7 de julio de 2017      | Murcia            | España | Plaza de Toros de La Condomina      |
| 28 de octubre de 2017   | Bilbao            | España | Bilbao Arena Miribilla              |
| 13 de enero de 2018     | Las Palmas de GC  | España | Gran Canaria Arena                  |

## Conciertos no celebrados
A continuación se pueden ver los conciertos suspendidos de la gira, con la correspondiente razón.
| Fecha                 | Ciudad                  | País           | Recinto                    | Motivo de cancelación | Estado                       |
| --------------------- | ----------------------- | -------------- | -------------------------- | --------------------- | ---------------------------- |
| 13 de octubre de 2017 | Miami                   | Estados Unidos | Knight Center Complex      | Huracán Irma          | Reprogramado (11 de febrero) |
| 15 de octubre de 2017 | San Juan de Puerto Rico | Puerto Rico    | Coliseo José María Agrelot | Huracán Irma          | Reprogramado (18 de febrero) |
| 11 de febrero de 2018 | Miami                   | Estados Unidos | Knight Center Complex      | Problemas de visado   | Cancelado                    |
| 18 de febrero de 2018 | San Juan de Puerto Rico | Puerto Rico    | Coliseo José María Agrelot | Problemas de visado   | Pospuesto                    |